# Wasla (Antdorf)
Wasla ist ein Gemeindeteil der oberbayerischen Gemeinde Antdorf im Landkreis Weilheim-Schongau. Die Einöde liegt etwa 1,5 Kilometer nordwestlich vom Antdorfer Ortskern nahe der Kreisstraße WM 1. Südlich verläuft der Steinbach, nördlich der Lanzenbach.
Bis zum 31. Dezember 1977 gehörte Wasla zur Gemeinde Frauenrain, die im Zuge der Gebietsreform in Bayern aufgelöst wurde.
| Jahr | Einwohner | Gebäude (ab 1885 nur Wohngebäude) |
| ---- | --------- | --------------------------------- |
| 1861 | 6         | 1                                 |
| 1871 | 4         | 2                                 |
| 1885 | 2         | 1                                 |
| 1900 | 8         | 1                                 |
| 1925 | 2         | 1                                 |
| 1950 | 7         | 1                                 |
| 1970 | 0         |                                   |
| 1987 | 0         | 1                                 |